# Katsuhiro Kusaki
Katsuhiro Kusaki (草木 克洋 Kusaki Katsuhiro?,  nacido el 12 de abril de 1962 en Kioto) es un exfutbolista japonés que se desempeñaba como centrocampista.
En 1988, Kusaki jugó 2 veces para la Selección de fútbol de Japón.

## Trayectoria

### Clubes
| Club               | País  | Año         |
| ------------------ | ----- | ----------- |
| Yanmar Diesel      | Japón | 1981 - 1992 |
| Gamba Osaka        | Japón | 1992 - 1993 |
| Kyoto Purple Sanga | Japón | 1994        |

### Selección nacional
| Selección | País  | Año  |
| --------- | ----- | ---- |
| Absoluta  | Japón | 1988 |

## Estadística de equipo nacional
| Selección de Japón | Selección de Japón | Selección de Japón |
| Año                | Part.              | Goles              |
| ------------------ | ------------------ | ------------------ |
| 1988               | 2                  | 0                  |
| Total              | 2                  | 0                  |

## Palmarés

### Títulos nacionales
| Título                   | Club          | País  | Año  |
| ------------------------ | ------------- | ----- | ---- |
| Copa Japan Soccer League | Yanmar Diesel | Japón | 1983 |
| Copa Japan Soccer League | Yanmar Diesel | Japón | 1984 |